# Église réformée Sainte-Madeleine d'Avenches
L'église réformée Sainte-Madeleine d'Avenches est un lieu de culte protestant situé à Avenches, en Suisse. La paroisse est membre de l'Église évangélique réformée du canton de Vaud.

## Histoire
Le bâtiment originel est construit, avec les pierres de l'enceinte romaine, sous forme de chapelle à la fin du XIe siècle pour l'évêque de Lausanne. Il est transformé une première fois à la fin du XVe siècle, puis une seconde entre 1709 et 1711 sous la direction des architectes Joseph Humbert-Droz et Abram Dünz II lors de l'adoption de la Réforme protestante suivant l'invasion bernoise. 
L'édifice religieux calviniste est inscrit comme bien culturel suisse d'importance nationale. Il a été a nouveau rénové et restauré entre 1964 et 1966. Il comporte une fresque du XVe siècle d'importance représentant le martyre d'Apolline d'Alexandrie ainsi qu'une reproduction des tables de la Loi.